# Forcelles-Saint-Gorgon
Forcelles-Saint-Gorgon é uma comuna francesa na região administrativa de Grande Leste, no departamento de Meurthe-et-Moselle. Estende-se por uma área de 5,36 km². Em 2010 a comuna tinha 144 habitantes (densidade: 26,9 hab./km²).